# 3-as busz (Makó)
A makói 3-as jelzésű autóbusz az autóbusz-állomás és a MAFÉG között közlekedett. A viszonylatot a Tisza Volán üzemeltette.
A Csanád vezér téri autóbusz-állomás és a MAFÉG üzeme között közlekedett munkanapokon, napi egy pár járattal. Korábban naponta 3-4 pár járat üzemelt, az Aradi út végén lévő üzemek, gyárak megszűnésével azonban jelentőségét elvesztette és csak a kora délutáni járatpár maradt meg.

## Megállóhelyei
| sz. | Megállóhely neve | Menetidő (perc) | Átszállási kapcsolatok                       | Létesítmények       |
| --- | ---------------- | --------------- | -------------------------------------------- | ------------------- |
| 0   | Autóbusz-állomás | 0               | 5, Tisza Volán helyközi és távolsági járatai | Autóbusz-pályaudvar |
| 1   | Városháza        | 3               |                                              | Városháza           |
| 2   | Kertész utca     | 6               |                                              |                     |
| 3   | Autójavító       | 8               |                                              |                     |
| 4   | MAFÉG            | 10              |                                              | MAFÉG               |